# Ounnana
Ounnana  (in arabo أونانة‎?) è un centro abitato e comune rurale del Marocco situato nella provincia di Ouezzane, regione di Tangeri-Tetouan-Al Hoceima. Conta una popolazione di 12 801 abitanti (censimento 2014).